# Agonopsis
Agonopsis és un gènere de peixos pertanyent a la família dels agònids.

## Taxonomia
- Agonopsis asperoculis (Thompson, 1916)[2]
- Agonopsis chiloensis (Jenyns, 1840)[3]
- Agonopsis sterletus (Gilbert, 1898)[4]
- Agonopsis vulsa (Jordan & Gilbert, 1880)[5][6][7][8][9][10][11]